# Tipula (Beringotipula) unca
Tipula (Beringotipula) unca is een tweevleugelige uit de familie langpootmuggen (Tipulidae). De soort komt voor in het Palearctisch gebied.